# Yasmine Bleeth
Yasmine Amanda Bleeth (ur. 14 czerwca 1968 w Nowym Jorku) – amerykańska aktorka.
Odtwórczyni roli ratowniczki Caroline Holden w serialu NBC Słoneczny patrol (1993–1997).

## Życiorys
Urodziła się w Nowym Jorku. Jej ojciec, przedsiębiorca Philip Bleeth, był Żydem i pochodził z rodziny z Rosji, Niemiec i Ukrainy. Jej matka, modelka Carina, była Pieds-noirs i pochodziła z Algierii, miała korzenie francuskie; była katoliczką, zmarła w 1982 na raka piersi. Jako dziecko uczęszczała do United Nations International School w Nowym Jorku. Ma dwóch przyrodnich braci z drugiego małżeństwa ojca, Tristana (ur. 1986) i Milesa (ur. 1988).
Jako 10–miesięczne niemowlę wystąpiła w telewizyjnej reklamie szamponu Johnson & Johnson. W wieku 6 lat wystąpiła w kilku odcinkach programu Candid Camera, a jako 12–latka wystąpiła w roli sieroty Theresy O’Brian z Brooklynu, która desperacko pragnie uczęszczać do szkoły artystycznej i zostać gwiazdą w dramacie muzycznym Hey Babe! (1980) u boku Buddy’ego Hacketta. W 1983 wystąpiła w reklamie portorykańskiej grupy Menudo. Od 29 maja 1985 do 13 stycznia 1989 grała postać Ryan Fenelli w operze mydlanej ABC Ryan’s Hope, za którą w 1983 była nominowana do nagrody tygodnika „Soap Opera Digest” dla wybitnej aktorki młodzieżowej w serialu dziennym. 
W 1991 wzięła udział w produkcji off-Broadwayowskiej Witamy w moim życiu. Od 3 kwietnia 1991 do 14 kwietnia 1993 występowała w roli LeeAnn Demerest w operze mydlanej ABC Tylko jedno życie (One Life to Live), za którą w 1993 zdobyła nominację do nagrody tygodnika „Soap Opera Digest” dla najgorętszej gwiazdy. Grała w dreszczowcu wideo Siła odwetu (The Force, 1994) z Jasonem Gedrickiem, dramacie NBC Twarz, za którą można umrzeć (A Face to Die For, 1996) z Jamesem Wilderem, dramacie ABC Porozmawiaj ze mną (Talk to Me, 1996) z Veronicą Hamel i komedii kryminalnej ABC Niebezpieczna piękność (Crowned and Dangerous, 1997) z Jill Clayburgh. 
Od 25 października 1993 do 1 grudnia 1997 grała rolę ratowniczki Caroline Holden w serialu NBC Słoneczny patrol. W 1995 była jedną z 50 najpiękniejszych osób magazynu „People”. Była na okładkach magazynów takich jak „FHM”, „Playboy”, „Details”, „Entertainment Weekly”, „Maxim” i „TV Guide”. Aaron Spelling proponował jej role w serialach telewizyjnych – W słońcu Kalifornii i Beverly Hills, 90210, ale je odrzuciła. Ostatecznie jednak przyjęła jego ofertę występu jako Heather Lane Williams w serii Wybrańcy fortuny (2000–2001).

## Filmografia

### Filmy
- 1980: Hey Babe! (TV) jako Theresa O’Brian
- 1994: Siła odwetu (The Force, wideo) jako Coral Wilson
- 1995: Baywatch the Movie: Forbidden Paradise (TV) jako Caroline Holden
- 1996: Mów do mnie (Talk to Me, TV) jako Diane Shepherd
- 1996: Inna twarz (A Face to Die for, TV) jako Emily Gilmore
- 1997: Niebezpieczna piękność (Crowned and Dangerous, TV) jako Danielle Stevens
- 1998: Bejsbolo-kosz (BASEketball) jako Jenna Reed
- 1998: Jezioro (The Lake, TV) jako Jackie Ivers
- 1999: Aniołek (Undercover Angel) jako Holly Anderson
- 1999: Wściekłość na drodze (Road Rage, TV) jako Ellen Carson
- 1999: Goście z nieba (It Came from the Sky, TV) jako Pepper Upper
- 1999: Morderca z moich marzeń (Ultimate Deception, TV) jako Terry Cuff
- 1999: Już nadchodzi (Coming Soon) jako Mimi
- 1999: Niebo albo Vegas (Heaven or Vegas) jako Rachel
- 2000: Hidden War (TV) jako Alexia Forman
- 2000: Goodbye, Casanova (TV) jako Lavinia
- 2003: Słoneczny patrol – Ślub na Hawajach (TV) jako Caroline Holden
- 2003: Maximum Surge Movie (gra komputerowa) jako Jo

### Seriale
- 1985–1989: Ryan’s Hope jako Ryan Fenelli
- 1993: Herman’s Head jako Linda
- 1993–1997: Słoneczny patrol jako Caroline Holden
- 1991–1993: Tylko jedno życie (One Life to Live) jako LeeAnn Demerest Buchanan
- 1995: Chłopiec poznaje świat (Boy Meets World) – w roli samej siebie
- 1996: Nocny patrol jako Caroline Holden
- 1997: Naga prawda jako Natalie
- 1998: Sekrety Weroniki jako Katerena
- 1998–2000: Nash Bridges jako inspektor Caitlin Cross
- 2000–2001: Wybrańcy fortuny jako Heather Lane Williams
- 2002: V.I.P. jako Kristen Grayson